# Zat Knight
Zatyiah "Zat" Knight (n. 2 mai 1980, Solihull, Anglia) este un jucător englez de fotbal care evoluează la clubul Reading. Are o statură impunătoare, având înălțimea de 1,98 m. El a fost propus pentru naționala Angliei de 6 ori, și la Euro 2002.